# Kirchhaslach
Kirchhaslach là một đô thị ở huyện Unterallgäu bang Bayern, Đức.